# Upust powodziowy Klary
Upust powodziowy Klary – kanał wodny we Wrocławiu, stanowiący jeden z elementów Śródmiejskiego Węzła Wodnego – Piaskowego Stopnia Wodnego.

## Charakterystyka
Swój początek bierze na lewym brzegu Odry Północnej, która to odnoga rzeki tworzy w tym miejscu wypięty ku północy łuk. Koniec kanału uchodzi natomiast do Kanału Młyna Maria. Nad kanałem przerzucony jest Most Słodowy. Upust powodziowy Klary rozdziela Wyspę Słodową od Wyspy Młyńskiej. Brzegi kanału to pionowe ściany murowane. Kanał jest dostępny dla żeglugi tylko w jednym kierunku wschodnim, tzn. w górę rzeki. Droga wodna w kierunku zachodnim, w dół rzeki, prowadzi przez Odrę Południową. 
Obecna konstrukcja upustu pochodzi z lat 1837 – 1838. Wzdłuż kanału na obu wyspach, mur wyniesiony jest ponad przyległy teren. Na nim osadzono stalową balustradę.

## Zobacz też

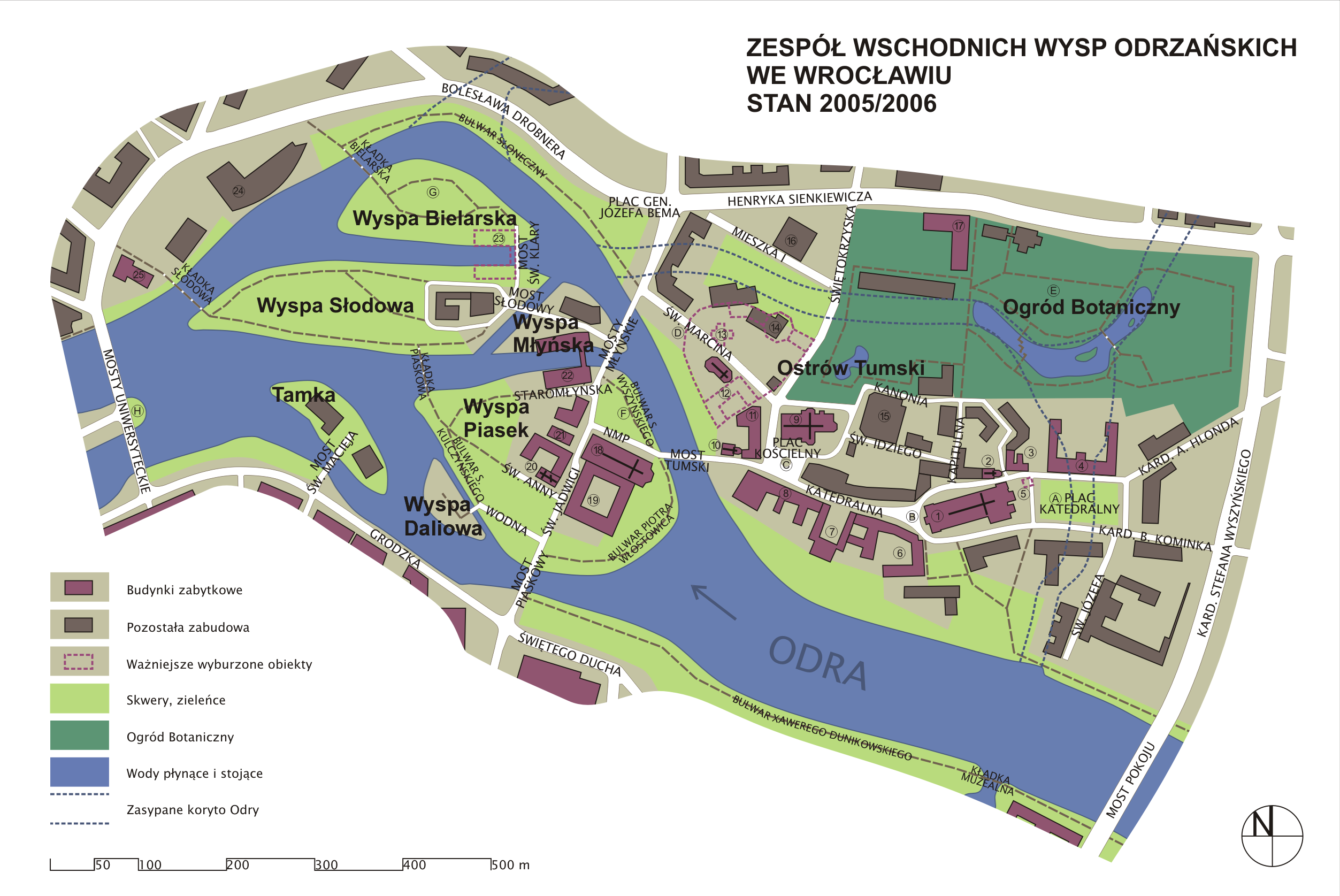
Zespół wysp odrzańskich we Wrocławiu - Upust powodziowy Klary to odnoga pomiędzy Wyspą Słodową i Wyspą Młyńską